# Malakichthys wakiyae
Malakichthys wakiyae és una espècie de peix pertanyent a la família dels acropomàtids.

## Descripció
- Pot arribar a fer 15 cm de llargària màxima.
- Cos de color argent marronós al dors amb el ventre blanc.
- 9-10 espines i 10 radis tous a l'aleta dorsal i 3 espines i 8-9 radis tous a l'anal.
- 13 (rarament 12) radis a l'aleta pectoral.
- El radi més llarg de l'aleta anal és més curt que la meitat de la base de l'aleta anal.
- 48-51 escates a la línia lateral.
- 10-15 vèrtebres.
- Barbeta amb un parell d'espines.
- 22-24 branquiespines.[5][6][7]

## Alimentació
Menja petits crustacis i peixos.

## Hàbitat
És un peix marí, pelàgic-nerític i de clima temperat que viu fins als 200 m de fondària.

## Distribució geogràfica
Es troba al Pacífic nord-occidental: el sud del Japó, el mar de la Xina Oriental i al voltant de Taiwan.

## Observacions
És inofensiu per als humans.